# Maren Heinzerling

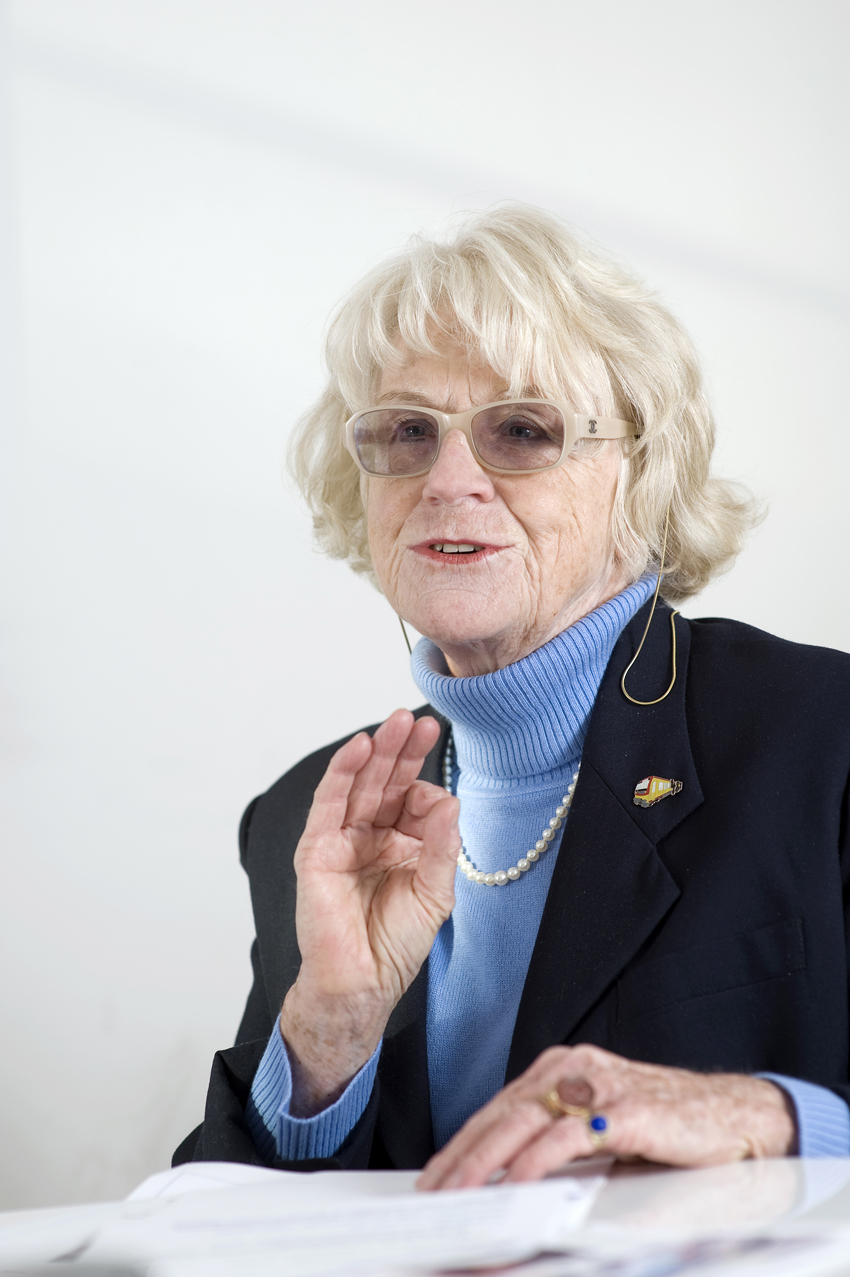
Maren Heinzerling 2011

Maren Dörte Heinzerling (* 17. Juli 1938 als Maren Kämpfe; † 10. April 2021) war eine deutsche Diplom-Ingenieurin. Sie war eine der ersten deutschen Eisenbahn-Diplom-Ingenieurinnen und wurde 2009 mit dem Bundesverdienstkreuz am Bande für ihre langjährigen Aktivitäten im Bereich Frauen im Ingenieurberuf und Werbung von Mädchen für technisch-naturwissenschaftliche Berufe ausgezeichnet. 2017 wurde ihr der Deutsche Bürgerpreis für ihr Lebenswerk verliehen, unter anderem für das Projekt „Zauberhafte Physik in Grundschulen“, mit dem sie Grundschulkinder für Physik begeistern und mehr naturwissenschaftliches Interesse in die Gesellschaft tragen wollte.

## Leben und Werk
Maren Heinzerling studierte von 1958 bis 1964 Maschinenbau an der TU München und schloss ihr Studium mit der Diplomarbeit „Untersuchung des Schwingungsverhaltens eines vierachsigen Drehgestells auf dem Analogrechner“ ab. Diese seinerzeit noch seltene Arbeit mit elektronischer Datenverarbeitung war der Grund dafür, dass sie 1965 bei der Fa. Krauss-Maffei AG mit der Identifizierung und Programmierung von Berechnungen aus den Bereichen Spritzgussmaschinen und Lokomotivbau für eine EDV-Großrechenanlage beauftragt wurde.
Nach dem Studium, einer zehnjährigen Familienphase und einer 15-jährigen Teilzeit-Tätigkeit, in der sie in den Bereichen Berechnung, Entwicklung, Marketing, Systemtechnik, Kundendienst und Vertrieb die vielseitigen Möglichkeiten des Ingenieur-Berufs erlebte, wurde sie 1993 Vertriebsleiterin für Nahverkehrssysteme für die Regionen Afrika, Australien und Asien. Von 1996 bis 1997 setzte man sie als Claimmanagerin bei der Inbetriebnahme des Nahverkehrssystem LRT in Kuala-Lumpur/Malaysia ein. 
1986 war sie Mitgründerin des DAB-Arbeitskreises „Frauen in Naturwissenschaft und Technik“. 1990 konzipierte und organisierte sie den ersten Münchner-Mädchen-Technik-Tag, den Vorläufer des bundesweiten „Girls’ Day“.
Nach ihrer Pensionierung 2000 bereiste sie zunächst drei Jahre Asien. Danach warb sie zusammen mit der Arbeitsgruppe „Multimobil“ im Verein Deutscher Ingenieure e. V. für eine bessere Verknüpfung der öffentlichen Verkehrssysteme und insbesondere für eine werbende Hinleitung zum Nahverkehr. 2007 rief sie zusammen mit der Bürgerstiftung Berlin die „Zauberhafte Physik mit Unterrichtsmodulen“ ins Leben und 2013 den darauf aufbauende Projektbaustein „Zauberhafte Physik mit Sprach- und Sachkisten“ und 2015 die „Zauberhafte Physik mit Partyversuchen“.
Maren Heinzerling starb im April 2021 im Alter von 82 Jahren. Sie wurde auf dem Friedhof Heerstraße in Berlin-Westend beigesetzt.

## Mitgliedschaften
- Deutscher Akademikerinnenbund DAB
- deutscher ingenieurinnenbund dib,
- Verein Deutscher Ingenieure VDI
- Deutsche Maschinentechnische Gesellschaft DMG

## Ehrungen
- 2009: Auszeichnung mit dem Bundesverdienstkreuz am Bande[3]
- 2010: Auszeichnung als MINT-Botschafterin der Bundesrepublik[4]
- 2013: Nominierung für den Deutschen Alterspreis der Robert-Bosch-Stiftung[5]
- 2017: Nominierung für den Nationalen Integrationspreis der Bundeskanzlerin[6]
- 2017: Berliner Ehrennadel für soziales Engagement[7]
- 2017: Hauptstadtpreis für Integration und Toleranz
- 2017: Deutscher Bürgerpreis für ihr Lebenswerk[8]
- 2020: Ehrenmitgliedschaft des Deutschen Akademikerinnenbundes[9]

## Schriften
- Verkehrsträgerübergreifende Quelle-Ziel-Reisezeitanalyse. Bonn : Verkehrsforum Bahn, 1991
- Partyversuche 1: Zauberhafte Physik – spielend leicht für Großeltern, Eltern und Kinder. Deutscher Akademikerinnenbund, 2019[10].
- Partyversuche 2: Zauberhafte Physik – mit Spaß Naturgesetze erkunden. Deutscher Akademikerinnenbund, 2021.
- Handreichung: Sprach- und Sachkisten im Deutsch- und Sachunterricht. Deutscher Akademikerinnenbund, 2021[11].